# Герой (фильм, 1983)
«Герой», другое название — «Заложница», (хинди हीरो, англ. Hero) — индийский художественный фильм режиссёра Субхаша Гхая. Премьера фильма в Индии состоялась 16 декабря 1983 года. В фильме дебютировали начинающие актёры Джеки Шрофф и Минакши Шешадри.

## Сюжет
История начинается с того, как опасного преступника Пашу отправляют в тюрьму. Чтобы выйти из этой ситуации, он посылает своего лучшего человека Джеки. Джеки идёт к инспектору Шриканту Матхуру и предупреждает его, а затем похищает его дочь Радху. Он говорит ей, что он полицейский, и они влюбляются. Однако она узнаёт, что он приспешник мафиози и бандит. Тем не менее, она не оставляет его, а призывает его сдаться. Трансформированный истинной любовью, Джеки подчиняется полиции и попадает в тюрьму на два года.
Вернувшись домой, Радха рассказывает брату Дамадору всю правду. Чтобы Радха не вышла замуж за кого-нибудь другого, она просит своего друга Джимми показать, что они любят друг друга. Джимми неправильно понимает эту ситуацию и влюбляется в Радху. Когда Джеки возвращается, он начинает работать в гараже и пытается начать с чистого листа. Несмотря на всё, Шрикант исключает его из своей жизни. Спустя много дней и последующих событий Дамодар узнаёт, что Джимми занимается контрабандой наркотиков. После освобождения из тюрьмы Паша хочет отомстить как Шриканту, так и Джеки, поэтому он похищает Радху, Шриканта и Дамодара. Джеки появляется в последний момент и освобождает всех. В конце концов, Шрикант разрешает Радхе выйти замуж на Джеки.

## В ролях
- Джеки Шрофф — Джеки Дада, он же Джайкишан
- Минакши Шешадри — Радха Матхур
- Шамми Капур — комиссар полиции Шрикант Матхур, отец Радхи
- Санджив Кумар — Дамодар Матхур, инспектор полиции, брат Радхи
- Амриш Пури — Паша, опасный преступник
- Мадан Пури — Бхарат
- Бинду — Джамуна, овдовевшая тётя Радхи
- Шакти Капур — Джимми Тхапа
- Бхарат Бхушан — Раму
- Урмила Бхатт — Сандхия Матхур

## Производство
Выпустив в 1980 году первый фильм («Долг чести») под собственным баннером Mukta Arts, Субхаш Гхай взялся за производство второго. Написав сценарий, он решил найти на главную роль актёра-новичка вместо Шатругхан Синха, снявшегося в его первых трёх фильмах. Одним из претендентов также был  Санджай Датт, который снялся в фильме Vidhaata, но он отказался от роли из-за наркотической зависимости. Тогда Субхаш вспомнил малоизвестного актёра Джеки Шроффа, которого встретил ещё на съёмках «Мнимого святого», где тот играл приспешника главного злодея. В качестве героини режиссёр выбрал бывшую «Мисс Индия» 1981 года Минакши Шешадри, которая ранее дебютировала в двуязычном фильме.
Фильм стал «суперхитом», благодаря чему и Джеки Шрофф, и Минакши Шешадри проснулись знаменитыми.

## Саундтрек
Все тексты написаны Анандом Бакши, вся музыка написана дуэтом композиторов Laxmikant-Pyarela.
| №  | Название                           | Исполнители                    | Длительность |
| -- | ---------------------------------- | ------------------------------ | ------------ |
| 1. | «Ding Dong»                        | Анурадха Паудвал, Манхар Удхас | 8:27         |
| 2. | «Mahobbat Ye Mahobbat»             | Суреш Вадкар, Лата Мангешкар   | 6:45         |
| 3. | «Lambi Judaai»                     | Решма                          | 6:26         |
| 4. | «Nindya Se Jaagi Bahaar»           | Лата Мангешкар                 | 6:18         |
| 5. | «Pyar Karne Wale Kabhi Darte Nahi» | Лата Мангешкар, Манхар Удхас   | 5:55         |
| 6. | «Tu Mera Hero Hai»                 | Анурадха Паудвал, Манхар Удхас | 8:03         |

За исполнение песни «Tu Mera Hero Hai» Анурадха Паудвал была номинирована на Filmfare Award за лучший женский закадровый вокал.

## Ремейки
Благодаря популярности фильма были сняты ремейки на двух языках: «Викрам» (на телугу), в котором дебютировал Аккинени Нагарджуна и Ranadheera (на каннада), оба имели коммерческий успех.
В 2015 году вышел одноимённый ремейк на хинди «Герой», который немного отличался от оригинала и получил в прокате статус «средне».